# Stefano Maullu
Stefano Giovanni Maullu, född 15 mars 1962 i Milano, är en italiensk politiker. Har är ledamot av Italiens deputeradekammare för Italiens bröder sedan 2022. Han var ledamot av Europaparlamentet 2015–2019. År 2015 ersatte han Giovanni Toti i Europaparlamentet för Forza Italia och år 2018 bytte han parti till Italiens bröder.
I Europaparlamentet var Maullu först med i Europeiska folkpartiets grupp men i och med partibytet till Italiens bröder år 2018 bytte han till Gruppen Europeiska konservativa och reformister.